# Az Álmok Háza
Az Álmok Háza (eredeti címén While the Light Lasts and Other Stories) Agatha Christie angol detektívregény-írónő kilenc novelláját tartalmazó novelláskötete, melyet 1997-ben, huszonegy évvel az írónő halála után, a HarperCollins (a William Collins, Sons and Co Ltd. jogutódja) nevű brit kiadóvállalat publikált.
A gyűjtemény ebben az összetételben nem jelent meg az Amerikai Egyesült Államokban, de hasonló felhozatalban, illetve a Karácsonyi kaland című novella helyett A Harlequin-teáskészlettel az utóbbi címén szintén 1997-ben kiadták az USA-ban.
A kötetben szereplő novellák az írónő korai korszakából (a 20-as, 30-as évekből) származnak. Mindegyik történet újságok számára íródott. Érdekesség, hogy néhányuk nem az írónőtől megszokott klasszikus detektívtörténet műfaját követi, hanem a romantikus vagy rémtörténet felé tolódik.
Tony Medawar mindegyik novellához írt egy rövid kísérő jegyzetet, melyben a mű keletkezési körülményeit, annak érdekességeit méltatja.
Magyarul Borbás Mária fordításában (a verseket N. Kiss Zsuzsa ültette át) a Magyar Könyvklub gondozásában született 2001-ben, majd az Aquila Kiadó is megjelentette, 2007-ben.

## Novellák
- Az Álmok Háza (The House of Dreams)
- A színésznő (The Actress)
- A szakadék (The Edge)
- Karácsonyi kaland (The Christmas Adventure)
- A magányos isten (The Lonely God)
- A Man-szigeti kincs (Manx Gold)
- Tejfehér falakon belül (Within a Wall)
- A bagdadi láda rejtélye (The Mystery of the Baghdad Chest)
- Míg ki nem huny a fény (While the Light Lasts)

## Magyarul
- Az álmok háza; ford. Borbás Mária, versford. N. Kiss Zsuzsa, jegyz. Tony Medawar; Magyar Könyvklub, Bp., 2001